# Huile de lin
L'huile de lin ou « huile de graines de lin » est une huile végétale de couleur jaune d'or, tirée des graines mûres du lin cultivé, pressées à froid et/ou à chaud ; parfois, elle est extraite par un solvant en vue d'un usage industriel ou artistique, principalement comme siccatif, ou huile auto-siccative.
Les utilisations de l'huile de lin dérivent de sa richesse en acides gras polyinsaturés, en particulier en acides linolénique et linoléique, qui lui doivent leur nom.

## Composition
Source.
| Composé                                 | Famille d'acide gras | Teneur pour 100 g |
| --------------------------------------- | -------------------- | ----------------- |
| Acide myristique (saturé)               |                      | 0,041 g           |
| Acide pentadécanoïque (saturé)          |                      | 0,014 g           |
| Acide palmitique (saturé)               |                      | 6,047 g           |
| Acide heptadécanoïque (saturé)          |                      | 0,046 g           |
| Acide stéarique (saturé)                |                      | 3,428 g           |
| Acide arachidique (saturé)              |                      | 0,146 g           |
| Acide béhénique (saturé)                |                      | 0,068 g           |
| Acide lignocérique (saturé)             |                      | 0,078 g           |
| Acide érucastique (mono-insaturé)       | ω-9                  | 0,13 g            |
| Acide oléique (mono-insaturé)           | ω-9                  | 18,115 g          |
| Acide palmitoléique (mono-insaturé)     | ω-7                  | 0,046 g           |
| Acide cétoléique (mono-insaturé)        | ω-11                 | 0,068 g           |
| Acide linoléique (poly-insaturé)        | ω-6                  | 15,553 g          |
| Acide alpha-linolénique (poly-insaturé) | ω-3                  | 56,018 g          |
| Acides gras trans                       |                      | 0,019 g           |
| Total acides gras saturés               |                      | 9,4 g             |
| Total acides gras mono-insaturés        |                      | 20,2 g            |
| Total acides gras poly-insaturés        |                      | 66 g              |
| Vitamine E                              |                      | 17,5 mg           |
| Vitamine K                              |                      | -                 |

La composition en acides gras des triglycérides de l'huile de lin est la suivante, :
- acide α-linolénique : 45 à 70 % ;
- acide linoléique : 12 à 24 % ;
- acide oléique : 10 à 21 % ;
- acides gras saturés : 6 à 18 %.

L'analyse nutritionnelle, pour 5 ml d'une huile de lin alimentaire typique, est la suivante :
| Énergie         | Protéines (g) | Lipides (g)                                                                                         | Glucides (g) |
| 42 cal (176 kJ) | 0             | 4,7 dont acides gras - saturés : 0,4 - monoinsaturés : 0,8 - polyinsaturés : 3,5 - linoléique : 0,6 | 0            |

## Propriétés

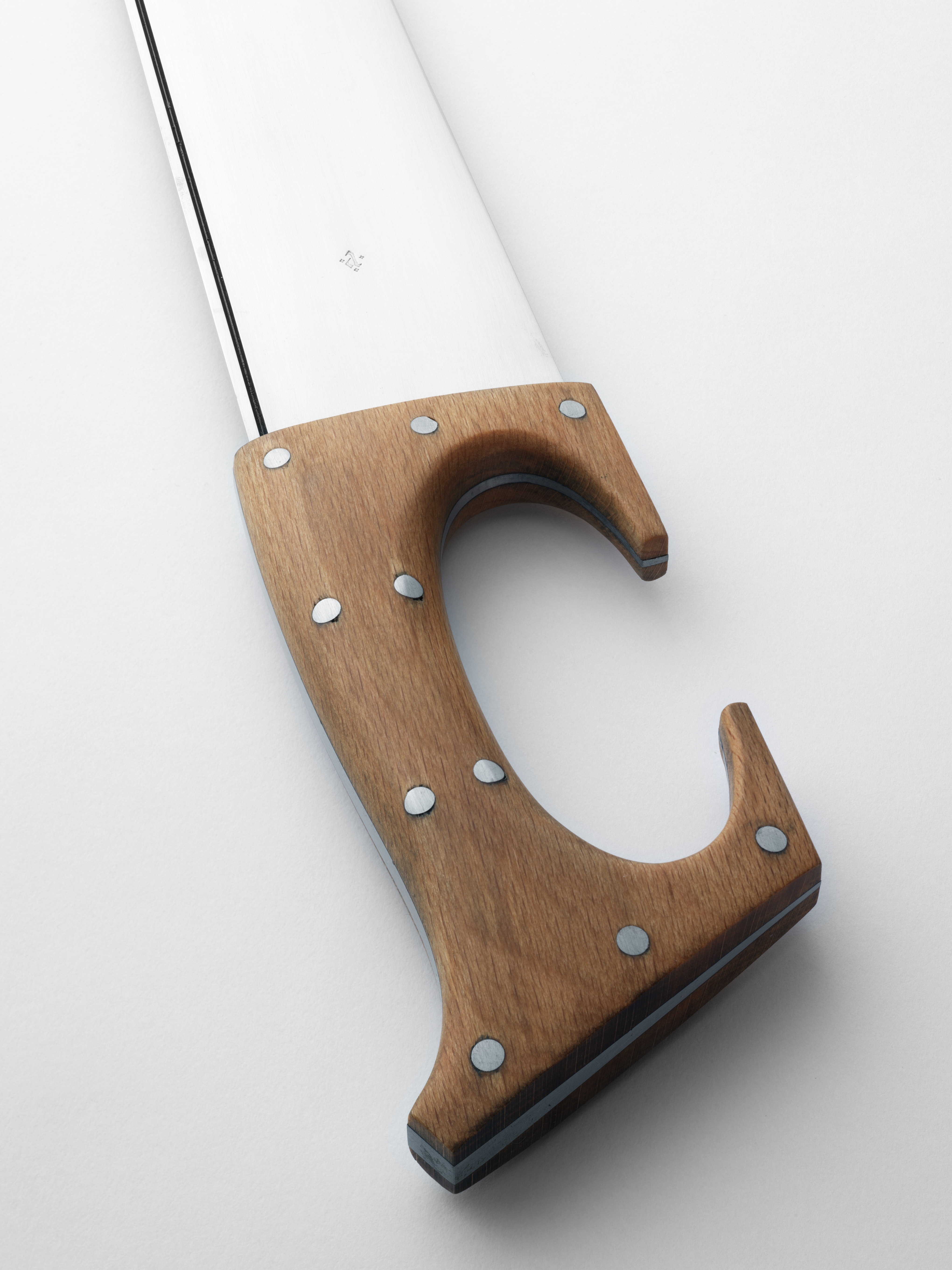
Arme de guerre reconstituée (Cherusker) à manche en bois traité par trempage dans l'huile de lin (24 h), durcissement (48 h) puis frottage et polissage pour une finition qui approfondit la couleur naturelle et le scelle contre l'humidité.

L'huile de lin polymérise spontanément à l'air, avec une réaction exothermique : un chiffon imbibé d'huile peut ainsi, dans certaines conditions, s'enflammer spontanément.
Pour ses propriétés de polymère, l'huile de lin est employée seule, ou mélangée à d'autres huiles, résines et solvants, et est utilisée en tant que :
- imprégnateur et protecteur des bois à l'intérieur comme à l'extérieur : protection contre l'humidité, les champignons (antifongique) et insectes, et contre la poussière par son caractère antistatique ;
- composant de certains vernis de finition ;
- liant de broyage pour la peinture à l'huile ;
- agent plastifiant du mastic de vitrier ;
- agent durcisseur de diverses préparations ;
- agent de cohérence et liant dans la fabrication du linoléum.

## Fabrication et production commerciale

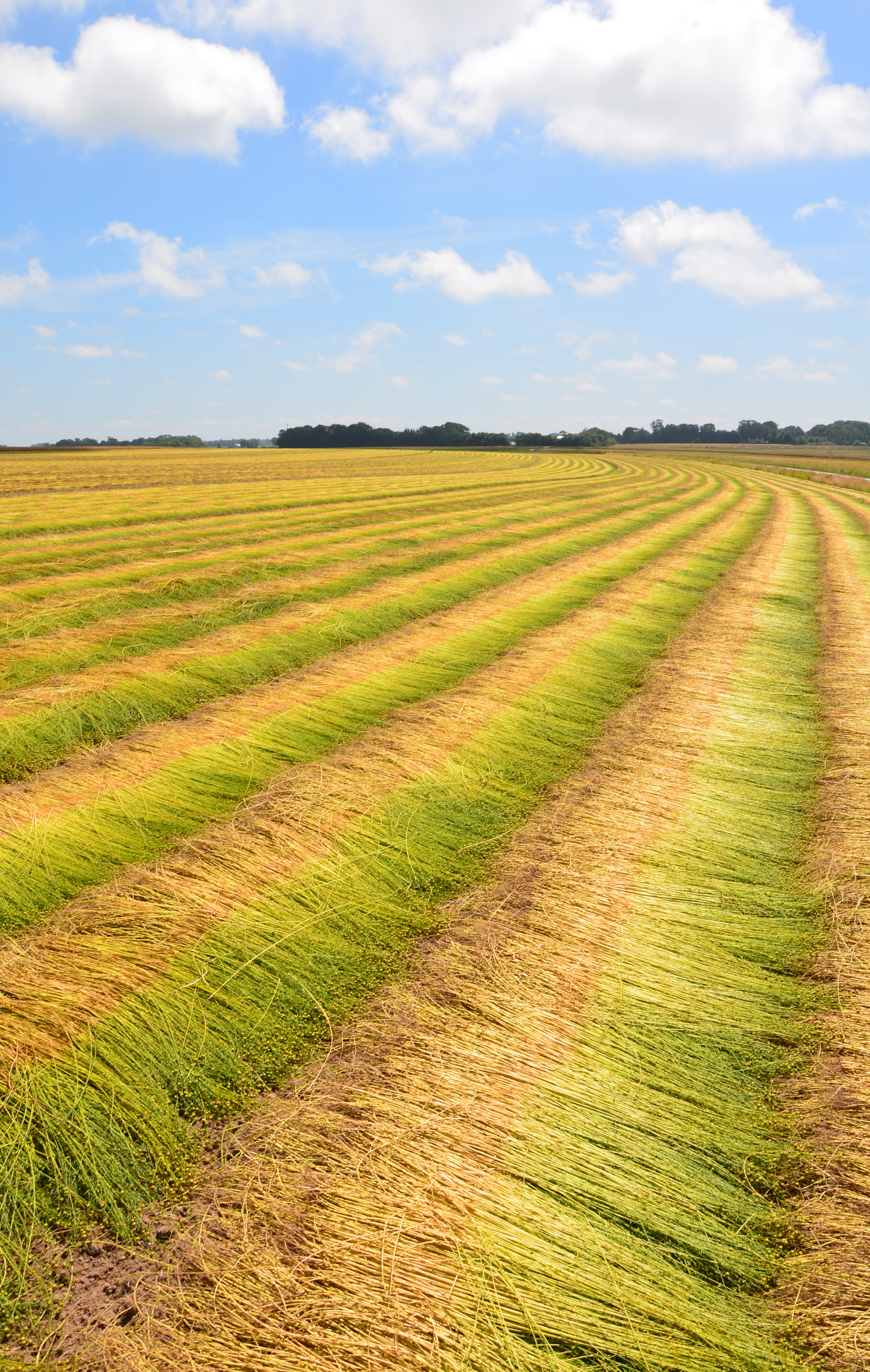
Champ de lin près de Saint-Pierre-en-Port (Seine-Maritime) en Normandie

L'huile de lin est extraite des graines de lin récoltées à maturité, séchées puis triturées et pressées.

D'ordinaire, le lin fait l'objet d'une extraction par pression-dissolution tout comme le colza. L'huile de lin obtenue par cette méthode est utilisée à des fins industrielles.

Pour obtenir une huile propre à la consommation humaine, le lin est d'abord pressé à froid. Ensuite, une pression à chaud, avec ou sans solvant permet de recueillir de l'huile supplémentaire destinée à des applications industrielles.
La production mondiale d'huile de lin, en 2001-2002, était de 634 000 tonnes mais l'utilisation d'huile de lin a diminué au cours des dernières décennies parallèlement à l'accroissement de l'utilisation des résines alkydes de synthèse, qui sont similaires, mais moins coûteuses, et réputées jaunir moins rapidement.

Elle reste néanmoins appréciée pour ses qualités environnementales.

## Alimentation, médecine
À noter que plus de trente remèdes médicinaux avec l'huile de lin, ont été répertoriés dans l'Antiquité par Pline l'ancien. Ces remèdes font aujourd'hui encore partie de la pharmacopée de la médecine traditionnelle chinoise et indienne avec l'ayurveda.
Tandis que l'huile d'olive est propre au bassin méditerranéen, l'huile de lin a constitué, pour les populations plus septentrionales d'Europe, une des sources principales de matières grasses végétales, tout comme l'huile de colza et l'huile de chanvre.
Contenant plus de 70 % de son poids en acides gras polyinsaturés, l'huile de lin est prisée dans certaines options diététiques, en particulier par les personnes recherchant des apports importants en oméga-3 et faibles en oméga-6.
Du point de vue réglementaire, l'huile de lin est considérée comme une huile exclusivement technique à partir de 1908, et sa vente en France comme denrée alimentaire est interdite, alors qu'elle est autorisée en Allemagne.
En juillet 2006, l'AFSSA a émis deux avis sur l'utilisation de l'huile de lin dans les compléments (saisine 2004-sa-0213) et dans les aliments courants (saisine 2004-sa-0409). Après ces avis, en 2008, l’huile de lin est autorisée dans les denrées alimentaires, en mélange, en précisant toutefois que la teneur en acides gras trans de l’huile doit être diminuée de 2 à 1 % des acides gras totaux. L’huile de lin est donc autorisée dans les aliments courants, en mélange avec des huiles d’assaisonnement, des matières grasses tartinables, ou pour des compléments alimentaires.
En 2009, l'AFSSA a donné un avis positif à l'utilisation de l'huile de lin pure en cuisine. L’huile de lin présente un intérêt nutritionnel pour l’apport en acide α-linolénique (oméga-3). En 2010, l'huile de lin pure (non mélangée) a été autorisée sous conditions.
C'est un produit commercialisé pour usage alimentaire depuis longtemps dans de nombreux pays (Allemagne, Canada, Chine, Suisse, etc.), sans que des effets néfastes n'aient été mis en évidence.
L'huile de lin est très fragile et rancit facilement ; elle doit être conservée au réfrigérateur, et consommée rapidement. Par ailleurs, elle deviendrait même toxique si elle était trop dégradée ; il ne faut pas l'utiliser si une odeur désagréable s'en dégage.
Afin de limiter le risque lié à l'oxydation, les obligations de conditionnement, de conservation et d’utilisation sont plus restrictives que les mesures existant pour les huiles végétales plus classiques. Elles consistent en :
- une traçabilité des lots, de la pression des graines jusqu’au conditionnement, pour optimiser le contrôle de la durée de vie (ne pas dépasser un an, consommation comprise) ;
- un volume de conditionnement maximal de 250 mL ;
- un inertage à l’azote avant d’obturer la bouteille ;
- un conditionnement dans du matériau opaque ;
- une durée limitée d’utilisation optimale, inférieure à neuf mois.

L’AFSSA recommande enfin des mentions d’étiquetage de l'huile de lin pour une information adéquate aux consommateurs :
- réserver à l’assaisonnement ;
- ne pas chauffer l'huile de lin ;
- conserver à l’abri de la chaleur avant ouverture ;
- conserver au réfrigérateur après ouverture ;
- ne pas conserver plus de 3 mois après ouverture ;
- ne convient pas aux enfants de moins de trois ans.

## Peinture

### Liant des couleurs à l'huile

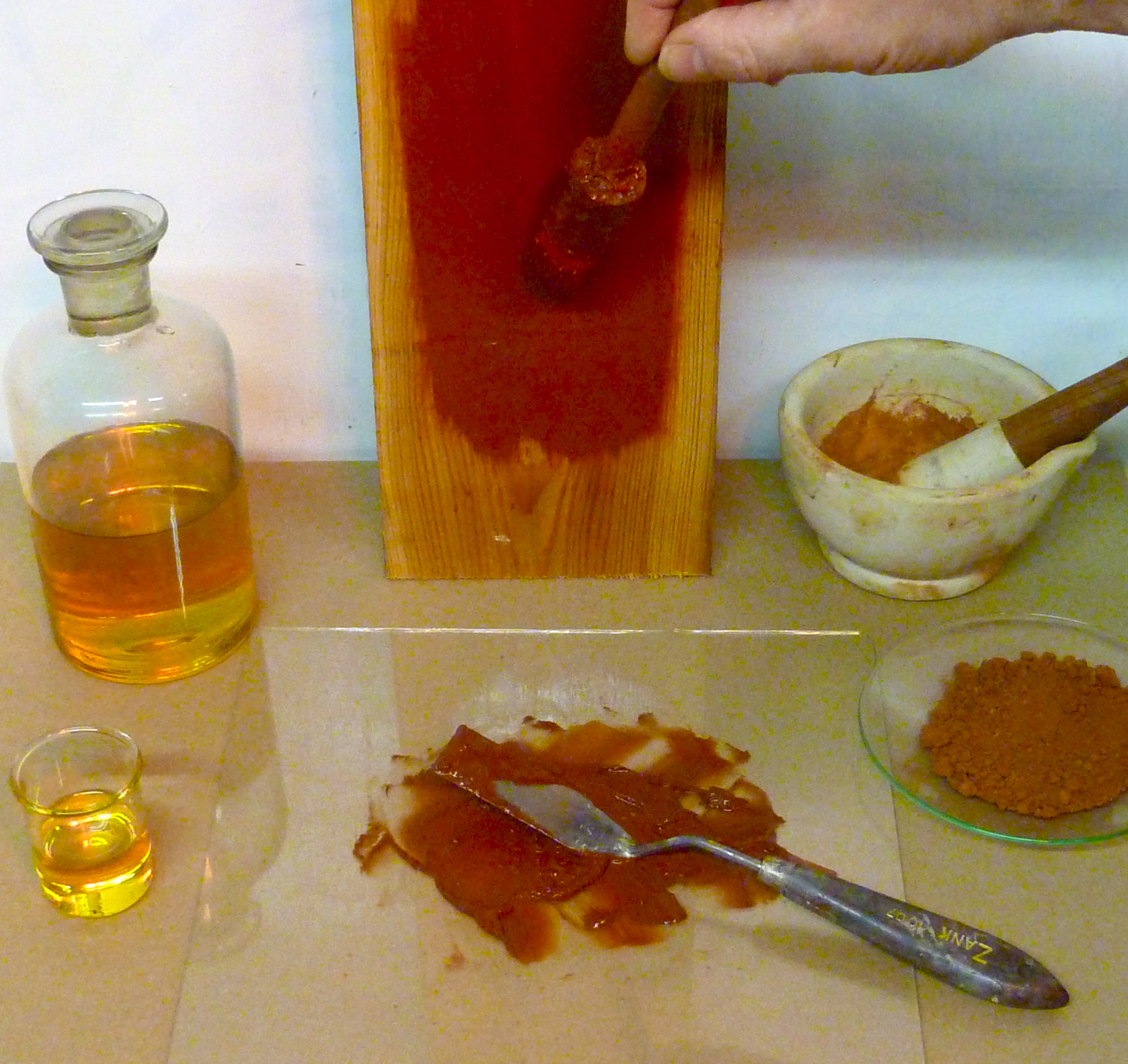

L'huile de lin, appréciée pour sa siccativité est la plus utilisée, en tant que liant de broyage, pour mettre au point les couleurs à l'huile, ceci depuis l'époque de Jan Van Eyck (XVe siècle). Selon le vernisseur Watin, « elle est sans contredit la meilleure de toutes »,.
Les autres huiles utilisées, en moindre mesure, sont l'huile de carthame, l'huile d'œillette et l'huile de noix.
L'acide linoléique s'oxyde au contact de l'air chaud en acide oxylinoléique, appelé aussi linoxine. Les acides linolénique (trois insaturations) et linoléique (deux insaturations) confèrent à l'huile de lin sa forte siccativité, avec un indice d'iode supérieur à 170.
Pour favoriser l'oxydation, et donc accélérer la siccativité de l'huile de lin, on la mélange à chaud avec de la litharge ou du minium (toxique et interdit dans certains pays).

### Composant des médiums et vernis
L'huile de lin rentre dans la composition des différents médiums à peindre et vernis. Elle peut aussi être utilisée pure par le peintre.
- L'huile de lin pressée à froid peut être ajoutée à la couleur afin d'en améliorer sa consistance, sa fluidité et d'augmenter sa brillance et sa transparence.
- L'huile de lin raffinée, la plus utilisée, améliore la consistance de la pâte et ralentit le séchage.
- L'huile de lin standolie est chauffée à température élevée (entre 250 °C et 300 °C), en l'absence de dioxygène, de telle sorte à la pré-polymériser sans l'oxyder. Cette huile de lin est alors plus lourde, plus onctueuse et donc plus agréable à travailler. Elle durcit moins vite et forme un film durable, sans augmenter ni sa coloration ni sa tendance au jaunissement. Elle est ainsi très utilisée pour réaliser les glacis en fin de travail. En présence de pigments, elle rend la peinture plus grasse et plus lente à sécher, ce qui permet de travailler plus longtemps dans le frais[14],[15].
- L'huile de lin clarifiée, décolorée ou blanchie est ainsi traitée afin d'obtenir une couleur moins prononcée.

## Imprimerie
L'huile de lin est également employée comme siccatif des encres végétales utilisées en imprimerie par viscosité ou offset.

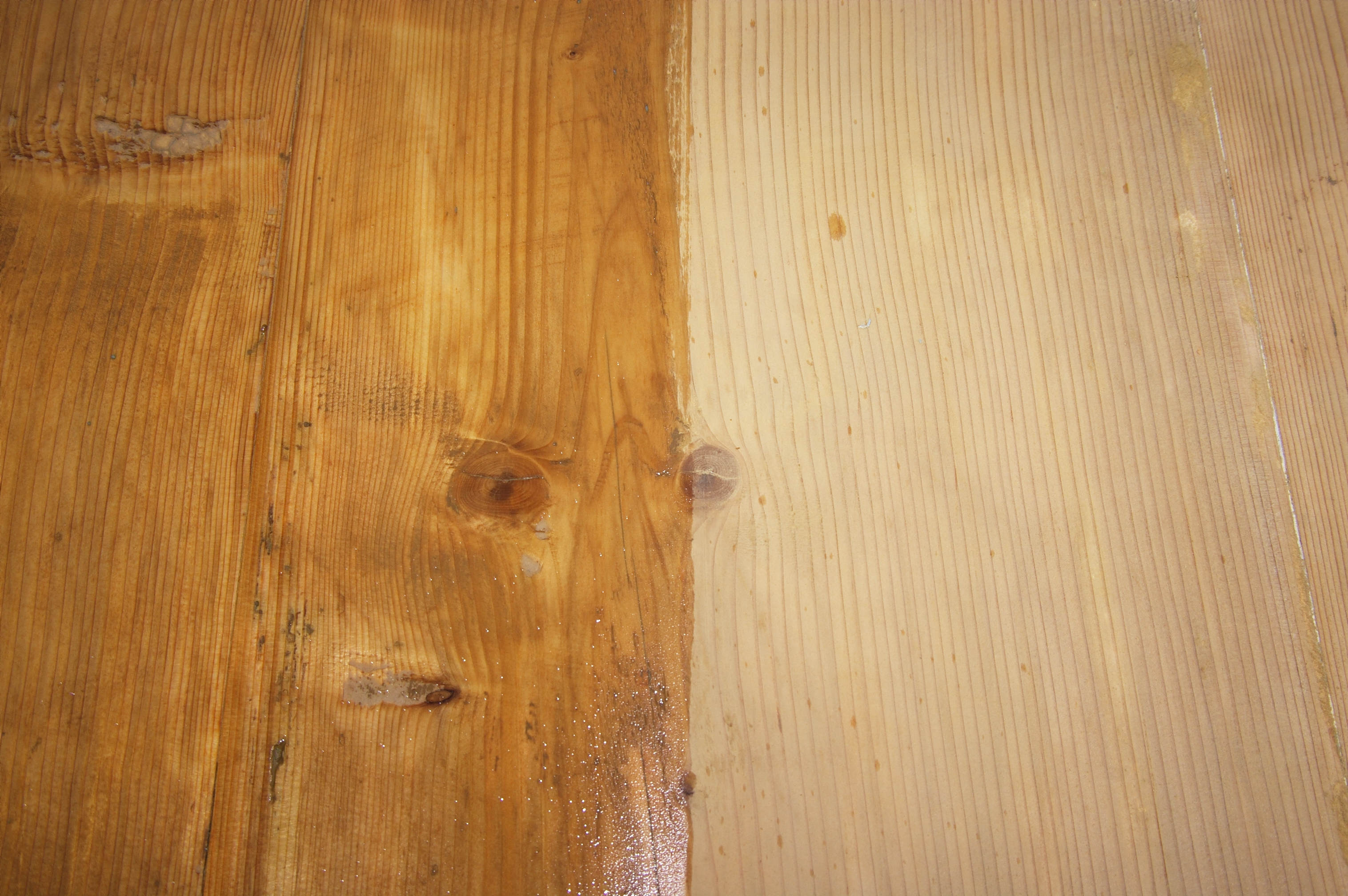
A gauche, bois peint avec une couche d'huile de lin bouillie

## Protection du bois
Mélangée avec de l'essence de térébenthine (on suggère habituellement la proportion de 50/50), elle est employée pour le traitement du bois en général, et des planchers ou parquets en particulier dont elle jaunit et fonce la couleur initiale. L’essence de térébenthine sert uniquement à diluer l’huile de lin pour que celle-ci pénètre dans le bois. 
On peut utiliser l'huile de lin pure en la chauffant légèrement et, si possible, en baignant l'objet à traiter dans le bain d'huile tiède. Appliquer une seconde couche après quinze jours de séchage. L'huile de lin cuite présente l'avantage de sécher plus rapidement.

## Autres utilisations

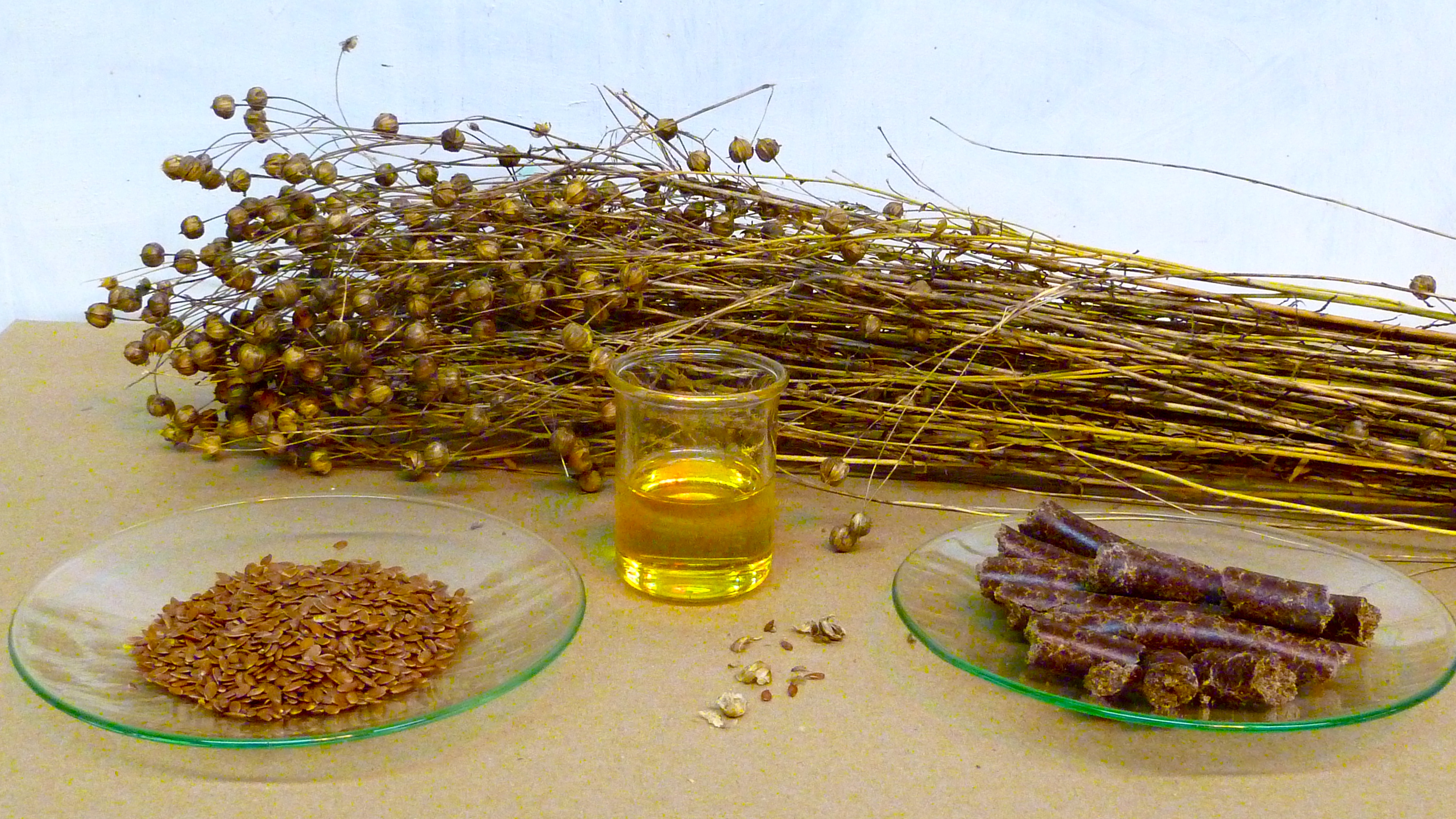
Plantes de lin, graines de la plante de lin, huile de lin pressée à froid, résidu appelé « gâteau » ou « tourteau » de lin (aliment pour animaux).

- Pour nourrir les animaux, avec les tourteaux de lin.
- En tant que mastic pour le calfatage et l'étanchéité.
- Pour l'entretien de la bicyclette comme inhibiteur de rouille, lubrifiant et fixatif
- Pour la fabrication du linoleum.
- Pour le traitement des cuirs.
- Pour nourrir les sabots des chevaux.
- Pour saturer la matière en huile des ardoises.
- Pour mettre au point le savon noir.
- Pour protéger la patine des bronzes anciens, des pièces de monnaie, et même de l'acier rouillé, après dessalinisation.
- Pour protéger les bois extérieurs des ruches.
- Pour protéger et imperméabiliser les sols en terre cuite comme les tomettes.
- Comme détecteur de particules[17]
- Les Égyptiens utilisaient l'huile de lin pour la momification des pharaons.